# Beyond Belief
Beyond Belief – organizowane corocznie sympozjum naukowców i filozofów prezentujące stan badań nad ludzką naturą i społeczeństwem. Organizatorami są The Science Network oraz Crick-Jacobs Center. Oba dotychczasowe miały miejsce w Salk Institute for Biological Studies w La Jolla (USA, Kalifornia).

## 2006: Science, Religion, Reason and Survival
Pierwsze sympozjum odbyło się w dniach 5-7 listopada 2006.
Na początku sympozjum organizator Roger Bingham zaproponował jako przedmiot dyskusji kilka pytań, były to m.in.:
- Czy po dwóch wiekach od Oświecenia nadejdzie jego zmierzch i początek nowej epoki ciemności?
- Czy ślepa wiara i dogmaty przemogą racjonalistyczne dociekanie, czy też będzie można pogodzić światopogądy religijny i naukowy?
- Czy biologia ewolucyjna, antropologia, psychologia pomogą nam lepiej zrozumieć w jaki sposób powstają wierzenia religijne i jak doświadczamy empatii, strachu i trwogi?
- Czy nauka może stworzyć równie pociągający sposób widzenia świata jak te, które dotychczas utrwalały społeczeństwa?
- Czy można traktować religię jak zjawisko przyrodnicze?
- Czy możemy być dobrzy bez koncepcji Boga? A jeśli nie Bóg to co?

## 2007: Enlightenment 2.0
Drugie sympozjum odbyło się w Audytorium Frederica de Hoffmanna w dniach 31 października - 2 listopada 2007.

### 2006
- 2006 oficjalna strona
- A Free-for-All on Science and Religion, George Johnson, New York Times
- Science, Religion, and the Other Fellow, Charles R. Baron, Freedom Magazine

### 2007
- 2007 oficjalna strona. beyondbelief2007.org. [zarchiwizowane z tego adresu (2012-02-27)].
- Does god have a place in a rational world? New Scientist
- Martian Colors Sean Carol
- Beyond Belief II a Summary PZ Myers (Pharyngula)
- BB2: Enlightenment 2.0 Introduction
- E2.0: Beyond Belief Enlightenment: Introduction